# Creu de terme de Pratdip
Creu de terme de Pratdip és una creu de terme de Pratdip (Baix Camp) inclosa a l'Inventari del Patrimoni Arquitectònic de Catalunya. La seva funció fou delimitar el terme de Pratdip, del camí vell de Santa Marina (que duu a la seva ermita), i el terme de Vandellòs.

## Descripció
Creu llatina de ferro muntada sobre un eix vertical, també de ferro, que descansa en una voluminosa base de pedra, estructurada en tres graons decreixents. Els dos inferiors són fets de blocs de pedra units formant una planta quadrangular, mentre el superior, que rep la creu, és de planta circular.